# (27972) 1997 TA18
(27972) 1997 TA18 est un astéroïde de la ceinture principale d'astéroïdes de 5,780 km de diamètre découvert en 1997.

## Description
(27972) 1997 TA18 a été découvert le 8 octobre 1997 à l'observatoire astronomique Dynic, basé à Kyoto, au Japon, par Atsushi Sugie.

### Caractéristiques orbitales
L'orbite de cet astéroïde est caractérisée par un demi-grand axe de 2,64 UA, un périhélie de 2,16 UA, une excentricité de 0,18 et une inclinaison de 11,47° par rapport à l'écliptique. Du fait de ces caractéristiques, à savoir un demi-grand axe compris entre 2 et 3,2 UA et un périhélie supérieur à 1,666 UA, il est classé, selon la JPL Small-Body Database, comme objet de la ceinture principale d'astéroïdes.

### Caractéristiques physiques
(27972) 1997 TA18 a une magnitude absolue (H) de 14,4 et un albédo estimé à 0,101, ce qui permet de calculer un diamètre de 5,780 km.Ces résultats ont été obtenus grâce aux observations du Wide-Field Infrared Survey Explorer (WISE), un télescope spatial américain mis en orbite en 2009 et observant l'ensemble du ciel dans l'infrarouge, et publiés en 2015 dans un article présentant les résultats concernant 7 956 astéroïdes.